# توماس جوردن (أستاذ جامعي)
توماس جوردن هو اقتصادي سويسري، ولد في 28 يناير 1963 في بيال/بيان في سويسرا.

## وصلات خارجية
- توماس جوردن على موقع مونزينجر (الألمانية)